# Seznam narodnih herojev Jugoslavije (R)
Seznam narodnih herojev Jugoslavije, katerih priimki se začnejo na črko R.

## Seznam
- Franc Ravbar Vitez (1913–1943), za narodnega heroja proglašen 5. julija 1951.
- Ilija Radaković (1923–2015), z redom narodnega heroja odlikovan 20. decembra 1951.
- Lazo Radaković (1913–2014), z redom narodnega heroja odlikovan 20. decembra 1951.
- Mićo Radaković (1912–1941), za narodnega heroja proglašen 14. decembra 1949.
- Luka Radetić (1917–1982), z redom narodnega heroja odlikovan 23. julija 1952.
- Petar Radetić (1918–2003), z redom narodnega heroja odlikovan 20. decembra 1951.
- Jovanka Radivojević Kica (1922–1943), za narodnega heroja proglašena 6. julija 1953.
- Voja Radić (1902–1977), z redom narodnega heroja odlikovan 27. novembra 1953.
- Lepa Radić (1925–1943), za narodnega heroja proglašena 20. decembra 1951.
- Velimir Radičević Veco (1914–2017), za narodnega heroja proglašen 10. julija 1953.
- Vladimir Radovanović (1903–1943), za narodnega heroja proglašen 13. marca 1945.
- Jovo Radovanović Jovaš (1915–2004), z redom narodnega heroja odlikovan 26. julija 1945.
- Milić Radovanović Mladen (1920–1944), za narodnega heroja proglašen 5. julija 1951.
- Gojko Radović (1911–1971), z redom narodnega heroja odlikovan 27. novembra 1953.
- Darinka Radović (1896–1943), za narodnega heroja proglašena 9. oktobra 1953.
- Lazar Radojević (1916–1941), za narodnega heroja proglašen 20. decembra 1951.
- Milutin Radojević (1914–1941), za narodnega heroja proglašen 20. decembra 1951.
- Vera Radosavljević Nada (1922–1943), za narodnega heroja proglašena 5. julija 1951.
- Dobrivoje Radosavljević Bobi (1915–1984), z redom narodnega heroja odlikovan 6. julija 1953.
- Dobrosav Radosavljević Narod (1920–1942), za narodnega heroja proglašen 5. julija 1952.
- Dragoljub Radosavljević Toplica (1919–1943), za narodnega heroja proglašen 5. julija 1951.
- Radiša Radosavljević Šoša (1919–1942), za narodnega heroja proglašen 20. decembra 1951.
- Veljko Radulović Mijo (1915–1942), za narodnega heroja proglašen 13. julija 1953.
- Jovan Radulović Jovo (1906–1943), za narodnega heroja proglašen 27. novembra 1953.
- Milosav Radulović (1915–1943), za narodnega heroja proglašen 27. novembra 1953.
- Nikola Radulović (1915–1984), z redom narodnega heroja odlikovan 24. julija 1953.
- Radule Radulović Ruso (1919–1942), za narodnega heroja proglašen 10. julija 1953.
- Mitar Radusinović (1912–1975), z redom narodnega heroja odlikovan 9. oktobra 1953.
- Vladimir Raičević (1922–1944), za narodnega heroja proglašen 9. oktobra 1953.
- Dušan Rakita (1900–1942), za narodnega heroja proglašen 27. novembra 1953.
- Dragan Rakić (1914–1959), z redom narodnega heroja odlikovan 27. novembra 1953.
- Krešo Rakić (1919–1941), za narodnega heroja proglašen 23. julija 1952.
- Milić Rakić (1912–1943), za narodnega heroja proglašen 20. decembra 1951.
- Joakim Rakovac (1914–1945), za narodnega heroja proglašen 9. decembra 1952.
- Nenad Rakočević (1914–1943), za narodnega heroja proglašen 20. decembra 1951.
- Radomir Rakočević (1914–1944), za narodnega heroja proglašen 13. julija 1953.
- Aleksandar Ranković Marko (1909–1983), z redom narodnega heroja odlikovan 4. julija 1945.
- Anđa Ranković (1909–1942), za narodnega heroja proglašena 6. julija 1953.
- Milan Raspopović (1915–1942), za narodnega heroja proglašen 17. maja 1945.
- Stevo Rauš (1916–1998), z redom narodnega heroja odlikovan 20. decembra 1951.
- Nikola Rački Kolja (1914–1994), z redom narodnega heroja odlikovan27. novembra 1953.
- Milija Rašović (1915–1943), za narodnega heroja proglašen 20. decembra 1951.
- Miloš Rastović (1921–1942), za narodnega heroja proglašen 20. decembra 1951.
- Ante Raštegorac (1923–1986), z redom narodnega heroja odlikovan 20. decembra 1951.
- Zorka Regancin-Dolničar Ruška (1921–1944), za narodnega heroja proglašena 27. novembra 1953.
- Marko Redelongi Benečan (1912–1944), za narodnega heroja proglašen 20. decembra 1951.
- Srećko Ante Reić Petica (1914–1987), z redom narodnega heroja odlikovan 24. julija 1953.
- Petar Relić Čeda (1913–1990), z redom narodnega heroja odlikovan 27. novembra 1953.
- Dušan Remih Duško (1922–1944), za narodnega heroja proglašen 27. novembra 1953.
- Ivo Lola Ribar (1916–1943), za narodnega heroja proglašen 18. novembra 1944.
- Dujo Rikić (1918–1943), za narodnega heroja proglašen 5. julija 1951.
- Sofija Ristić (1900–1944), za narodnega heroja proglašena 9. oktobra 1953.
- Vinko Robek (1915–1986), z redom narodnega heroja odlikovan 21. julija 1953.
- Radivoj Rodić (1920–1942), za narodnega heroja proglašen 24. julija 1953.
- Slavko Rodić (1916–1949), za narodnega heroja proglašen 14. decembra 1949.
- Valentin Rožanc (1895–1942), za narodnega heroja proglašen 21. julija 1953.
- Franc Rozman - Stane (1911–1944), za narodnega heroja proglašen 11. novembra 1944.
- Ante Roje (1914–1982), za narodnega heroja proglašen 27. novembra 1953.
- Karlo Rojc (1915–1942), za narodnega heroja proglašen 20. decembra 1951.
- Franc Rojšek Jaka (1914–1975), z redom narodnega heroja odlikovan 13. septembra 1952.
- Mirko Rokvić Šoša (1922–2004), z redom narodnega heroja odlikovan 13. marca 1945.
- Vladimir Rolović (1916–1971), za narodnega heroja proglašen 9. aprila 1971.
- Niko Rolović (1910–1941), za narodnega heroja proglašen 10. julija 1953.
- Paško Romac (1915–1982), z redom narodnega heroja odlikovan 27. novembra 1953.
- Janko Rudolf (1914–1997), z redom narodnega heroja odlikovan 20. decembra 1951.
- Josip Ružička (1919–1945), za narodnega heroja proglašen 24. julija 1953.
- Ante Rukavina (1922–1943), za narodnega heroja proglašen 5. julija 1951.
- Ivan Rukavina (1912–1992), z redom narodnega heroja odlikovan 20. decembra 1951.
- Ivan Rukavina Siđo (1901–1943), za narodnega heroja proglašen 20. decembra 1951.
- Zvonimir Runko Pavle (1920–1942 ), za narodnega heroja proglašen 27. novembra 1953.
- Milan Rustanbeg (1914–1944), za narodnega heroja proglašen 27. novembra 1953.